# Isopeda binnaburra
Isopeda binnaburra là một loài nhện trong họ Sparassidae.
Loài này thuộc chi Isopeda. Isopeda binnaburra được Arthur Stanley Hirst miêu tả năm 1992.